# Norgesmesterskapet 1927
La Norgesmesterskapet 1927 di calcio fu la 26ª edizione del torneo. La squadra vincitrice fu lo Ørn, che vinse la finale contro lo Drafn con il punteggio di 4-0.

## Terzo turno
| Squadra 1         | Risultato   | Squadra 2   |
| ----------------- | ----------- | ----------- |
| Rollon            | 1 - 2       | Aalesund    |
| Brage             | 1 - 2       | Gjøa        |
| Drammens          | 3 - 4       | Brann       |
| Djerv 1919        | 3 - 5       | Stavanger   |
| Viking            | 15 – 0      | Donn        |
| Skotfoss          | 0 - 2       | Drafn       |
| Selbak            | 2 – 1       | Fredrikstad |
| Frigg             | 8 – 2       | Neset       |
| Hamar             | 0 - 1       | Urædd       |
| Ørn               | 10 – 0      | Kirkenær    |
| Kvik Fredrikshald | 11 – 0      | Kongsvinger |
| Larvik Turn       | 4 – 1 (dts) | Moss        |
| Odd               | 5 – 1       | Mjøndalen   |
| Rapp              | 8 – 1       | Steinkjer   |
| Strømsgodset      | 2 – 1       | Sarpsborg   |

## Quarto turno
| Squadra 1   | Risultato   | Squadra 2         |
| ----------- | ----------- | ----------------- |
| Aalesund    | 0 - 1       | Odd               |
| Brann       | 2 – 0       | Selbak            |
| Drafn       | 4 - 4 (dts) | Frigg             |
| Gjøa        | 3 – 1       | Viking            |
| Urædd       | 1 - 6       | Kvik Fredrikshald |
| Larvik Turn | 6 – 1       | Rapp              |
| Stavanger   | 1 - 8       | Ørn               |
| Storm       | 1 - 4       | Strømsgodset      |

### Ripetizione
| Squadra 1 | Risultato | Squadra 2 |
| --------- | --------- | --------- |
| Frigg     | 1 - 3     | Drafn     |

## Quarti di finale
| Squadra 1         | Risultato   | Squadra 2   |
| ----------------- | ----------- | ----------- |
| Ørn               | 2 – 1       | Brann       |
| Odd               | 1 - 3       | Drafn       |
| Kvik Fredrikshald | 5 – 2       | Gjøa        |
| Strømsgodset      | 3 - 4 (dts) | Larvik Turn |

## Semifinali
| Squadra 1         | Risultato   | Squadra 2   |
| ----------------- | ----------- | ----------- |
| Kvik Fredrikshald | 3 - 5 (dts) | Drafn       |
| Ørn               | 5 – 0       | Larvik Turn |

## Finale
| Arbitro: | Lütcherat |

|                         |           |  |
| Dahl 16’, 43’, 55’, 80’ | Marcatori |  |

### Formazioni
| Ørn |  |                    |
|     |  |                    |
|     |  | Gunnar Jacobsen    |
|     |  | Knut Ellingsrud    |
|     |  | Ingar Pedersen     |
|     |  | Aage Larsen        |
|     |  | Kjell Halvorsen    |
|     |  | Harald Strøm       |
|     |  | Sverre Fredriksen  |
|     |  | Oscar Thorstensen  |
|     |  | Egil Jacobsen      |
|     |  | Gunnar Dahl        |
|     |  | Gudmund Fredriksen |